# Dolfijn FM

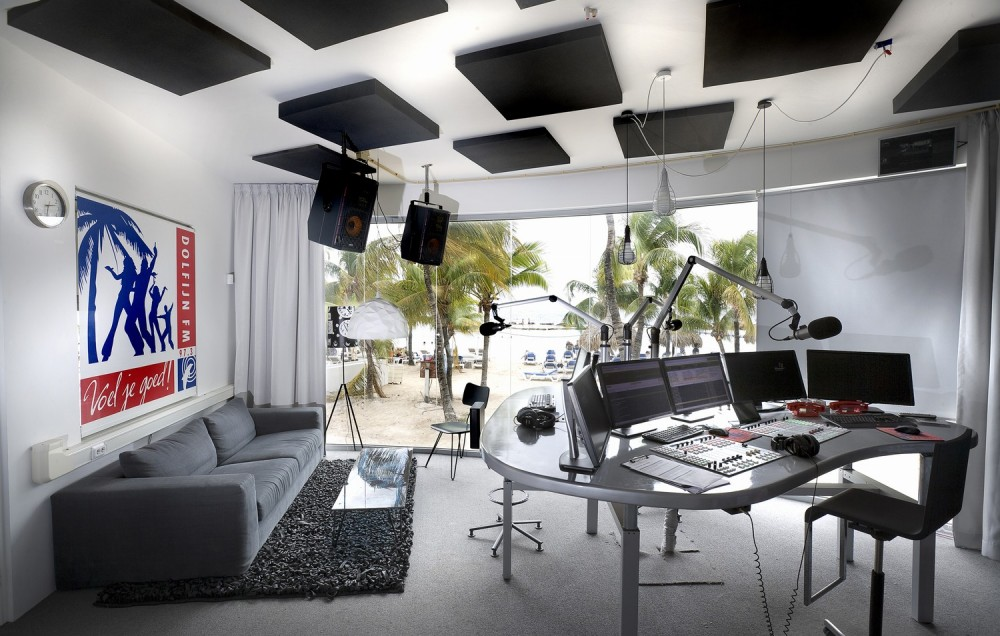
Het interieur van de radiostudio van Dolfijn FM aan het Curaçaose strand van Seaquarium Beach.

Dolfijn FM is een Nederlandstalig radiostation dat werd opgericht in november 2002 en uitzendt op Curaçao en Bonaire. De studio van Dolfijn FM is sinds juni 2007 gevestigd op Seaquarium Beach, op zo'n 25 meter van zee.

## Eigenaar
Rinus Dekker, mede-oprichter van Exact Software, was eigenaar van het radiostation tot zijn overlijden op 5 februari 2011. Daarna werd het station eigendom van een groep lokale investeerders. In mei 2013 werd bekend dat het station failliet was, maar in september van dat jaar werd het faillissement opgeheven en maakte Dolfijn FM een doorstart.

## Format
Dolfijn FM zendt vooral nieuw uitgebrachte muziek uit die populair zijn onder de luisteraars. Ook brengt het het laatste nieuws van de eilanden, kort wereldnieuws en nieuws uit Nederland. Iedere week kiest de muziekredactie van het radiostation een nieuwe plaat die een week lang veel gedraaid wordt. Deze Antillenhit wordt elke zaterdagmiddag, om half vijf, tijdens de Bright Top 40 bekendgemaakt. Op vrijdag- en zaterdagavond besteedt het station aandacht aan dancemuziek en zijn er programma's te horen die verzorgd worden door bekende DJ's, zoals Martin Garrix, Dennis Ruyer, Wessel van Diepen en Hardwell.

## Medewerkers
Diverse (oud-)deejays van Nederlandse radiostations maakte programma's voor Dolfijn FM, bekende maar ook onbekende deejays. In het verleden presenteerden onder andere Desmond Baidjoe, Niek van der Bruggen, Robin Velderman, Jules van Hest, Koen van Huijgevoort, Annemieke Schollaardt, Seran van Wijk en Mischa Blok er een programma. Sinds 2014 heeft Kasper Kooij er een programma.

## Dolfijn FM Magazine
Van april 2009 tot december 2013 gaf Dolfijn FM een wekelijks tijdschrift uit. Het Dolfijn FM Magazine was een gratis tijdschrift over lifestyle, showbizz, muziek en actualiteit en sloot qua toonzetting aan bij het radiostation. Het tijdschrift werd iedere vrijdag gratis verspreid onder alle abonnees van het Antilliaans Dagblad en was af te halen op verschillende plekken op het eiland.